# José María Sánchez Silva
José María Sánchez-Silva y García-Morales (Madrid, 11 novembre 1911 – Madrid, 15 gennaio 2002) è stato uno scrittore spagnolo. Famoso come scrittore per l'infanzia, è l'unico spagnolo ad aver vinto il premio Hans Christian Andersen.

## Biografia
Suo padre, José María Sánchez Silva, era un giornalista vicino all'anarchia, che scriveva sulla rivista La Tierra e che dovette fuggire dalla Spagna nel 1939. Tuttavia, già molti anni prima la famiglia si era separata e José María aveva vissuto con il padre per pochissimo tempo; in alcuni periodi fu praticamente un bambino vagabondo. Entrò in istituti per orfani e bambini in situazione precaria come la madrilena Escuela de La Paloma (che dipendeva dal comune di Madrid). In questi istituti minorili imparò la meccanografia e la dattilografia, con cui conseguì un posto di dattilografo al comune di Madrid. Nel 1934 pubblicò il suo primo libro dal titolo El hombre de la Bufanda.
Durante la Guerra civile rimase nella zona repubblicana, a Madrid, collaborando con le attività della Falange franchista clandestina fino all'ingresso in città delle truppe di Franco. Nel 1939 incominciò a lavorare come giornalista al quotidiano Arriba, di cui divenne poi vicedirettore, e inoltre collaborò con il quotidiano El Pueblo.
José María Sánchez Silva divenne celebre con il racconto Marcelino Pan y Vino scritto nel 1953, da cui due anni dopo fu tratto l'omonimo film diretto da Ladislao Vajda, uno dei grandi successi del cinema spagnolo a livello internazionale. Oltre al menzionato premio Andersen che ricevette nel 1968, ottenne il premio nazionale di letteratura nel 1957. Dopo il successo del racconto di Marcellino, riprese lo stesso personaggio in Historias menores de Marcelino Pan y Vino ("Storie minori di Marcellino Pane e Vino") e Aventuras en el cielo de Marcelino Pan y Vino ("Avventure in cielo di Marcellino Pane e Vino"). Inoltre scrisse ¡Adiós, Josefina! ("Addio, Josefina!") da cui è stato tratto l'anime Addio Giuseppina e Ladis un gran pequeño ("Ladis, un piccolo grande") che ebbe il suo seguito con Cosas de ratones y conejos ("Cose di topi e di conigli").
Insieme con José Luis Sáenz de Heredia fu autore della sceneggiatura del film Franco, ese hombre, del 1964, una biografia a cui collaborò lo stesso Generalissimo e che ebbe il suo benestare.
Successivamente si dedicò alla radio, al cinema e alla televisione.